# Paul Moukila
Paul Moukila (Souanké, Congo francés; 6 de junio de 1950 – Meaux, Francia; 22 de mayo de 1992) fue un futbolista de República del Congo que jugó en la posición de centrocampista.

## Carrera

### Club
| Periodo   | Club                    |
| --------- | ----------------------- |
| 1971-1975 | CARA Brazzaville        |
| 1975-1976 | RC Strasbourg           |
| 1976–1978 | CARA Brazzaville        |
| 1981–1983 | Stade Français Football |
| 1983–1985 | CS Fontainebleau        |
| 1985–1986 | USM Malakoff            |

### Selección nacional
Jugó para Congo en 31 ocasiones de 1970 a 1978 y anotó 11 goles; participó en tres ediciones de la Copa Africana de Naciones siendo campeón en la edición de 1972.

## Vida personal y muerte
Moukila murió en Meaux, Francia de malaria el 23 de mayo de 1992. Su hijo Noël fue futbolista profesional, y jugó en dos ocasiones con Congo.

## Logros

### Club
- Primera División del Congo (2): 1973, 1975
- Copa Africana de Clubes Campeones (1): 1974

### Selección nacional
- Copa Africana de Naciones (1): 1972

### Individual
- Lista de los mejores 200 futbolistas africanos de la historia en 2006.[5]
- Futbolista del Siglo de República del Congo en 2000.[6]
- Futbolista Africano del Año en 1974.[7]